# Argostemma rupestrinum
Argostemma rupestrinum är en måreväxtart som beskrevs av Adolph Daniel Edward Elmer. Argostemma rupestrinum ingår i släktet Argostemma och familjen måreväxter. Inga underarter finns listade i Catalogue of Life.